# Microperoryctes
Microperoryctes es un género de marsupiales peramelemorfos de la familia Peramelidae que incluye cinco especies autóctonas de Nueva Guinea, conocidas vulgarmente como bandicuts.

## Especies
- Microperoryctes ornata
- Microperoryctes longicauda
- Microperoryctes aplini
- Microperoryctes murina
- Microperoryctes papuensis

- Datos: Q1541877
- Multimedia: Microperoryctes / Q1541877
- Especies: Microperoryctes